# Helmuth Schievelkamp

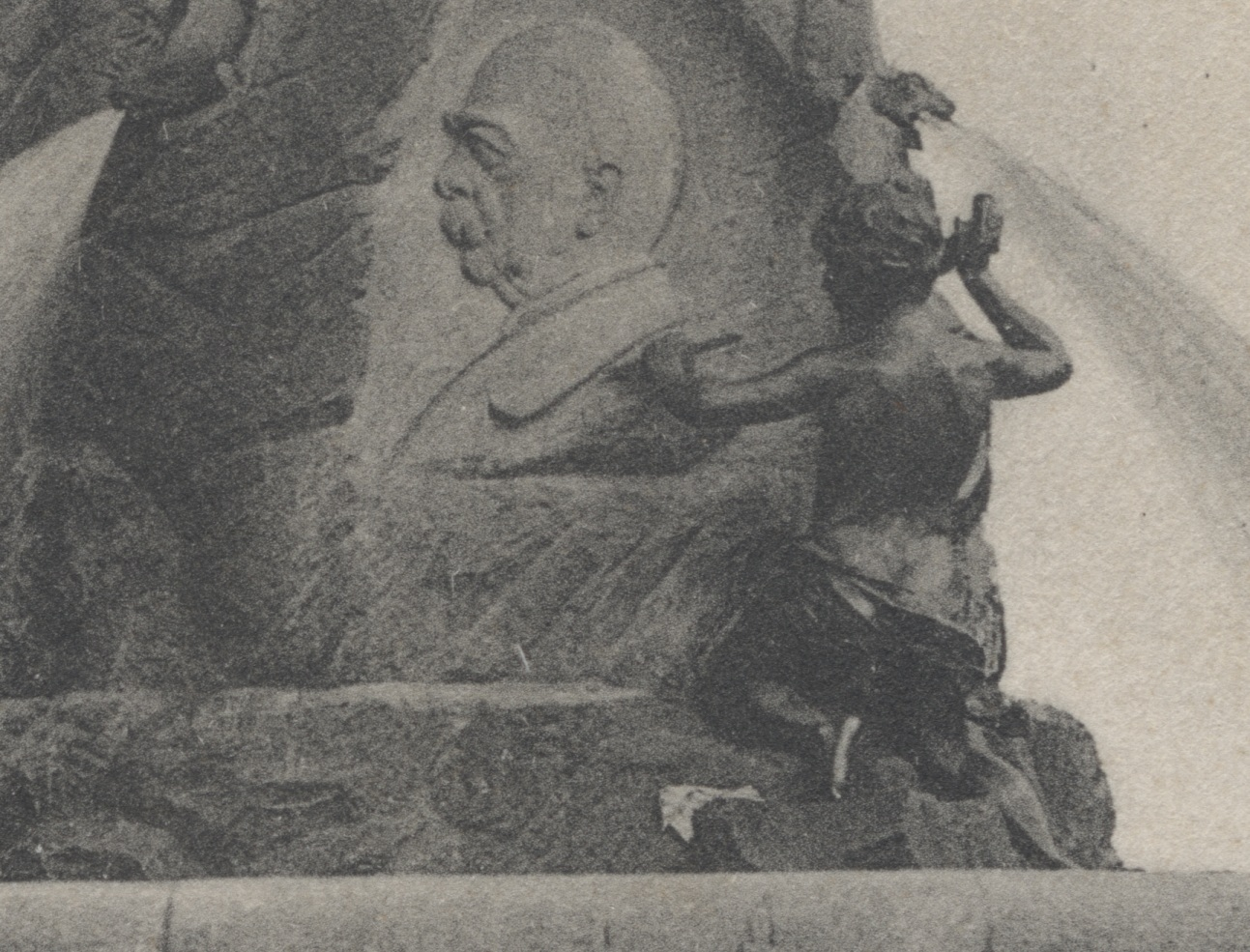
Die von Schievelkamp gefertigte Figur eines Künstlers, die das Bismarck-Relief des Bismarckbrunnens vollendet

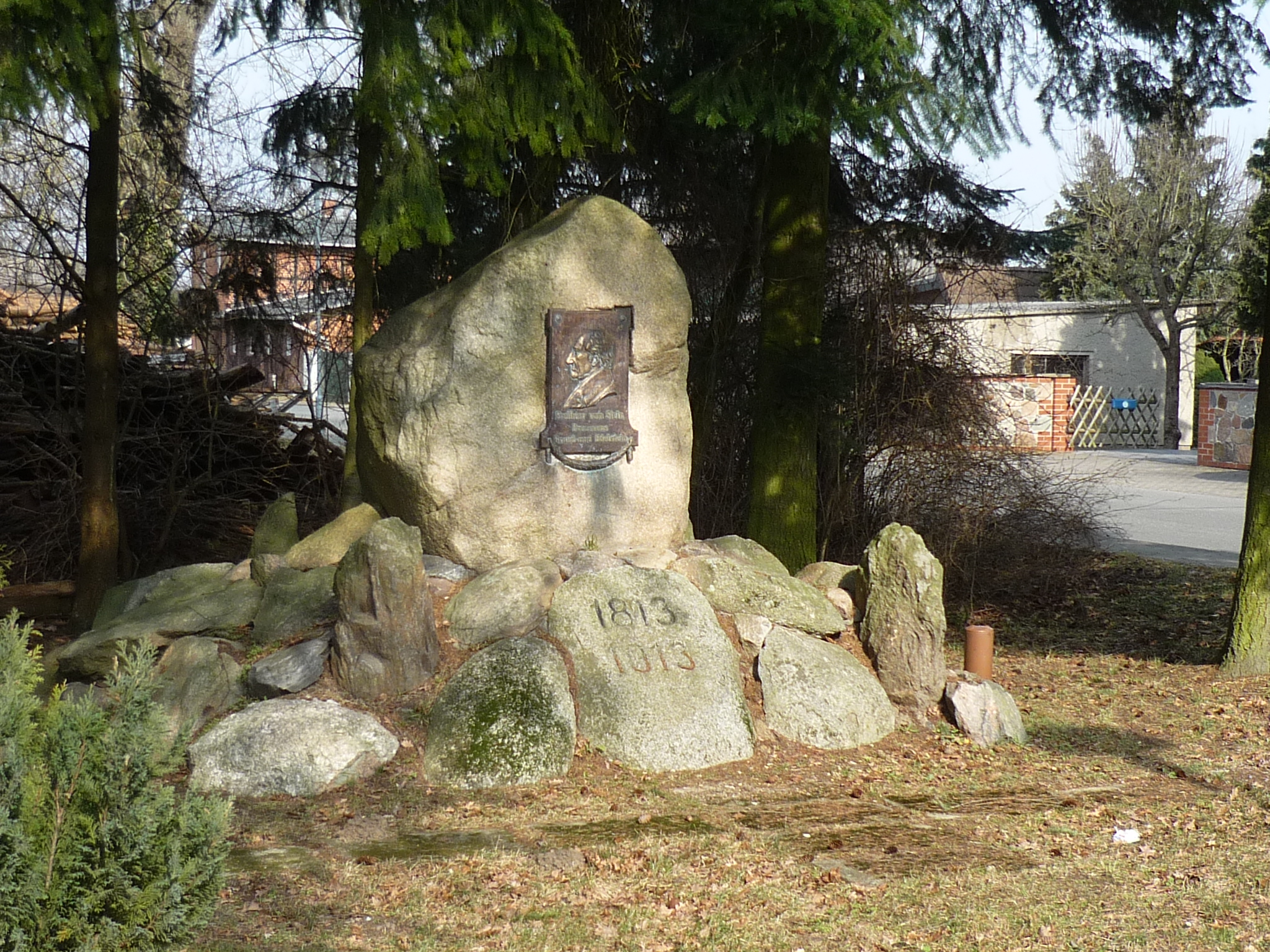
Das Freiherr-vom-Stein-Denkmal (2011)

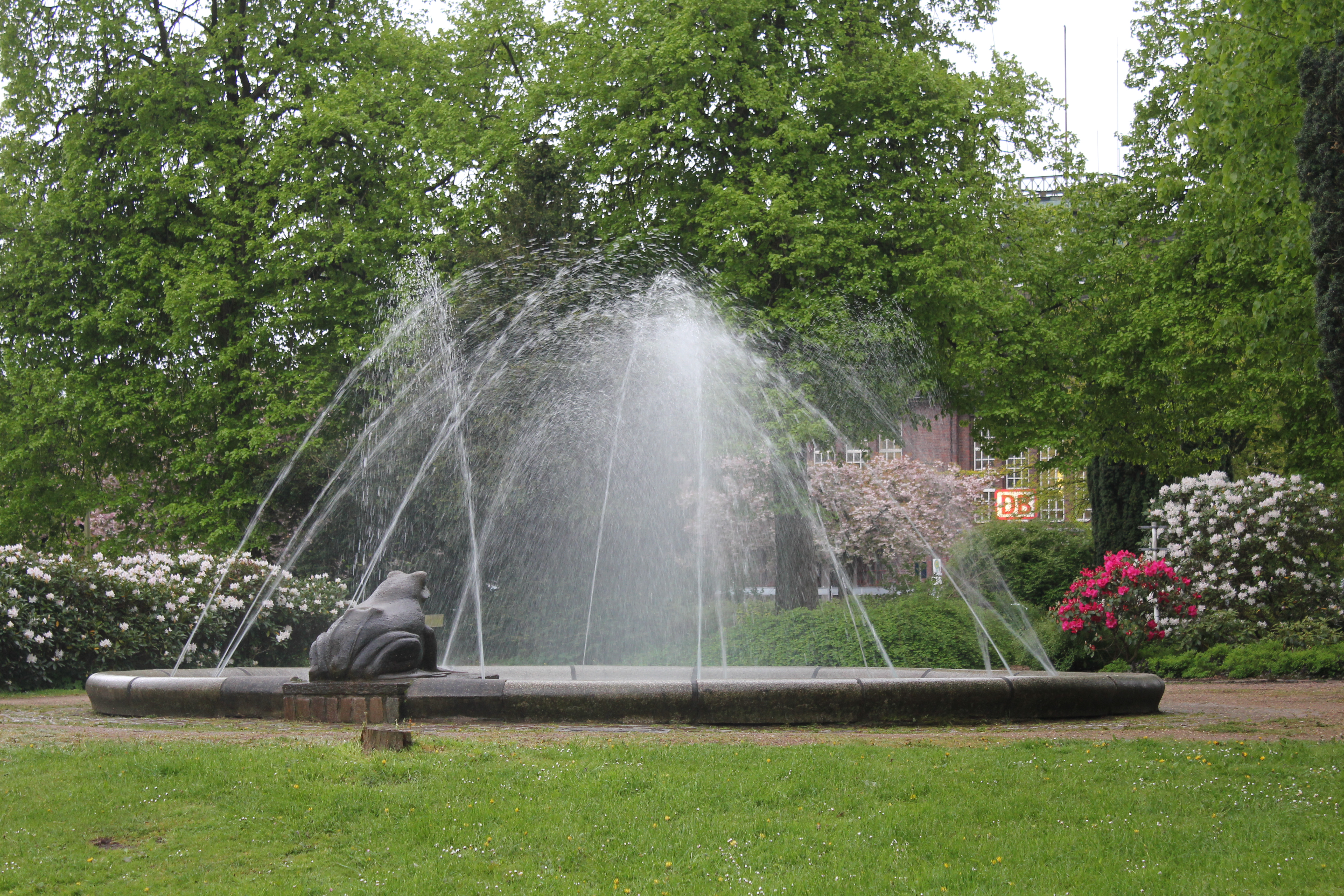
Vom Bismarckbrunnen existiert heute nur noch die Brunneneinfassung die für den Froschbrunnen im Carlisle-Park weiterverwendet wurde (Foto 2014)

Helmuth Leopold Wasa Schievelkamp (* 15. April 1849 in Berlin; † 25. Januar 1940 ebenda) war ein deutscher Bildhauer.

## Leben
Helmuth Schievelkamp studierte von 1867 bis 1869 an der Preußischen Akademie der Künste in Berlin, unter anderem bei dem Bildhauer Karl Heinrich Möller und war als freier Mitarbeiter in der Bildgießerei Gladenbeck tätig. Im Laufe seines Lebens schuf er eine ganze Anzahl von kleineren Skulpturen und Reliefbildern, die heute noch gelegentlich in Auktionen angeboten werden. Zudem sind drei große Denkmäler von ihm bekannt.
1903 wurde auf Flensburgs wichtigstem, zentralen Platz, dem Südermarkt, der Bismarckbrunnen eingeweiht, der von Schievelkamp stammte. Schievelkamps Bismarckbrunnen existiert heute nicht mehr. Der nationalsozialistische Oberbürgermeister Ernst Kracht ließ das in der Kaiserzeit entstandene Denkmal aus ideologischen Gründen entfernen. Die Rekonstruktion wird immer wieder diskutiert.
Undatiert ist ein Kaiser-Friedrich-Denkmal in der 1920 nach Berlin eingemeindeten Stadt Wilmersdorf, das wohl entweder vor 1900 oder vermutlich kurz danach von ihm geschaffen worden sein dürfte und möglicherweise Friedrich III. darstellte. 1913 wurde das Freiherr-vom-Stein-Denkmal in Nebelin enthüllt, dessen Bronzeplatte das Relief des Profils von Heinrich Friedrich Karl vom und zum Stein zeigt, die von  Schievelkamp geschaffen wurde.

## Werk
- o. J.: Kaiser-Friedrich-Denkmal in (Berlin-)Wilmersdorf[5]
- 1903: Bismarckbrunnen auf dem Südermarkt in Flensburg
- 1913: Freiherr-vom-Stein-Denkmal im Ortsteil Nebelin der Gemeinde Karstädt